# Djakovocultuur
De Djakovocultuur (Russisch: Дьяковская культура) is een archeologische cultuur uit de vroege ijzertijd, die van de 7e eeuw v.Chr. tot de 5e eeuw. n.Chr. bestond op het grondgebied van de Russische oblasten Tver, Vologda, Vladimir, Moskou, Jaroslavl, Ivanovo, Kostroma en Smolensk.
De cultuur is vernoemd naar een site nabij het dorp Djakovo (nu in Moskou, binnen de grenzen van het Kolomenskoje-museumreservaat). De opgravingen begonnen in 1864 onder leiding van Dmitri Samokvasov, en werden in 1889 voortgezet door Vladimir Sizov. De algemene kenmerken van de cultuur werden in 1903 geformuleerd door Aleksandr Spitsyn.

## Etniciteit
Etno-linguïstisch gezien had de bevolking van de Djakovocultuur een Fins-Oegrische oorsprong. In de latere periode legde zich op dit substraat vervolgens een Baltisch element. De dragers van de Djakovocultuur worden meestal beschouwd als de voorouders van de Merja- en Ves-stammen, terwijl de stammen van de verwante Gorodetscultuur de voorouders waren van de Moeroma, Mesjtsjera en Mordwienen. Beide culturen stamden af van de textielkeramiekcultuur van de late bronstijd in het gebied van het Wolga-Oka-interfluviaal en de Boven-Wolga. Van daaruit verspreidden de cultuur zich, zoals eerder de textielkeramiek, langs de rivieroevers naar het westen. Hierbij verdrong ze de late nakomelingen van de Indo-Europese Abasjevo- en Fatjanovocultuur. Archeologische bronnen getuigen van een felle strijd tussen de Djakovieten en de laatste Indo-Europeanen. De verdringing van deze herdersstammen door de Finse nieuwkomers wordt mogelijk verklaard door het feit dat de nieuwkomers flexibelere vormen van economie hadden, inclusief landbouw, terwijl de herdersstammen door voor de veeteelt ongunstige klimatologische veranderingen in crisis verkeerden.

## Economie
De belangrijkste bezigheid van de bevolking van deze cultuur was veeteelt, met name het fokken van paarden (voor vlees en later werden ze ook om te rijden, maar niet als trekdieren gebruikt. De Fins-Permische talen vertonen sporen van interactie met Indo-Europese talen bij termen die aan het paard gerelateerd zijn  (hevonen - ἵππος) en ook het woord voor varken (porsas)  in de Finse talen is duidelijk een Indo-Europees woord. Ook werden er koeien en varkens gefokt. Er was weinig selectie van het vee, dat ondermaats was.
De jacht speelde nog steeds een belangrijke rol in de economie. Omdat de Djakovieten zich langs de oevers van de rivieren vestigden, bleven de omliggende bossen onbewoond en boden volop kansen als jachtgebied. Ze jaagden op elanden, herten, beren, wilde zwijnen, reeën, korhoen en hazelhoen voor vlees, evenals pelsdieren (vooral bever, ook marter, vos, otter), en de huiden dienden als een exportproduct. Om de huid niet te beschadigen werden voor het jagen op kleine pelsdieren speciale pijlen met een stompe punt gebruikt.
De landbouw begon zich nog maar net te ontwikkelen en was van ondersteunende aard. Volgens sommige geleerden had dit het karakter van  hakken en branden, maar Daniil Avdoesin beschouwt dit als onwaarschijnlijk, aangezien voor de brandlandbouw een groot aantal bijlen nodig is, terwijl vondsten van bijlen op de Djakovo-nederzettingen vrij zeldzaam zijn. Gecultiveerd werden voornamelijk kapen en hogere oevers, terwijl de uiterwaarden werden gebruikt als weilanden.
Tegen het einde van het bestaan van deze cultuur nam het belang van landbouw toe. Ze verbouwden gierst, gerst en tarwe, en ook hennep (zowel voor voedsel als voor vezels) en vlas namen in de economie al een belangrijke plaats in.

## Sociale structuur
De Djakovieten leefden in een tribale samenleving. Elke clan, die uit verschillende grote families bestond en gemiddeld ongeveer honderd mensen telde, woonde in haar eigen nederzetting. Kuddes vee die in de gemeenschappelijke wei werden gehouden, vormden het clanbezit en de belangrijkste clanrijkdom. Er was geen duidelijk onderscheid in materieel eigendom. Blijkbaar vormde een groep van verschillende tribale gemeenschappen een stam.

## Nederzettingen
Men bouwde kleine (1000–3000 m²) versterkte nederzettingen aan de hoge oevers van rivieren. Blijkbaar bevond zo'n nederzetting zich ook op de locatie van het Moskouse Kremlin. In de regel werd een plaats gebruikt bij de samenkomst van twee rivieren, of bij een ravijn dat een driehoekige kaap vormde. De nederzettingen werden zo van twee kanten beschermd door natuurlijke barrières. Aanvankelijk waren de versterkingen gering, bestaande uit een greppel en een palissade aan de vlakke zijde. Vanaf ongeveer de 4e eeuw v.Chr. - de tijd van de verspreiding van ijzer en, blijkbaar, de toename van de rijkdom van de clans, die roofovervallen uitlokten - werden de vestingwerken sterker. De versterkte nederzettingen waren omgeven door wallen, en aan de vlakke zijde in de regel door twee rijen wallen met daartussen een greppel. De nederzetting Koentsevo werd zelfs omringd door drie rijen wallen en palissaden. Op sommige nederzettingen werden in plaats van palissaden van muren van boomstammen aangebracht, die tegelijkertijd dienst deden als utiliteits- en woongebouwen. De bevolking van de nederzetting bestond uit  50 tot 200 mensen. Versterkte nederzettingen vindt men aan de oevers van de rivieren vrij frequent, maar omdat de mensen van de Djakovocultuur niet buiten de riviervalleien leefden, was de totale bevolkingsdichtheid laag. Op het grondgebied van het moderne Moskou zijn 10 nederzettingen gevonden. Het betekent dus dat, met gemiddeld 100 mensen per nederzetting, op dit grondgebied met een oppervlakte van meer dan 1000 vierkante kilometer ongeveer 1000 mensen woonden. De inwoners van de nederzetting ontwikkelden hun gebied binnen een straal van ongeveer 3 km, waar ze jachtgebieden, weilanden, velden en vervolgens onversterkte nederzettingen, inclusief seizoensplaatsen (melkplaatsen en veldkampen) hadden.
In de vroege periode waren de woningen rond en deels ondergronds, met kegelvormige daken. Later bouwde men relatief grote langhuizen, met een oppervlakte van 50–70 m². Een van de opgegraven huizen in de Djakovo-nederzetting was bijvoorbeeld 15 m lang en 3,5 m breed. Er waren meerdere huizen in de nederzetting, die elk werden bewoond door een grote familie. De huizen waren blokhutten of gemaakt van dunne balken, mogelijk met vitselstek, bepleisterd met leem. De paalgaten zijn duidelijk zichtbaar in de cultuurlaag. Het huis was verdeeld in verschillende kamers, koude en warme, met in het midden een stenen of lemen haard. De vloer was bedekt met zand of leem, of bedekt met zoiets als graszoden. In de laatste eeuwen van het bestaan van de cultuur werden de grote langhuizen vervangen door kleine vierkante gebouwen (ongeveer 20 m²) gemaakt van boomstammen die op steunpilaren waren bevestigd. Naast woongebouwen waren er ook bijgebouwen in de nederzetting, zoals stallen en schuren. In sommige nederzettingen zijn smederijen te vinden en huizen waar vrouwen samenkwamen om te spinnen en te weven (Bereznjaki, in de oblast Jaroslavl). De structuur van de Trojtska-nederzetting bij Mozjajsk was bijzonder. Hier waren aanvankelijk geen afzonderlijke huizen, maar een massieve ronde houten galerij, waarvan de buitenkant diende als verdedigingsmuur. De helft van deze galerij werd ingenomen door het utiliteitsgedeelte, de andere helft door het woongedeelte, waarbij elk gezin in een aparte kamer woonde, afgeschermd door zogenaamde "woonmuren". De nederzetting werd echter tijdens een overval afgebrand, en daarna herbouwd met gewone gezinswoningen. Aan het begin van de jaartelling verschenen in de buurt van de versterkingen onversterkte nederzettingen. Bij de Djakovo-nederzetting waren er bijvoorbeeld twee nederzettingen, "Vygon" en "Tsjortov gorodok".

## Materiële cultuur
Kenmerkend voor de Djakovocultuur is zogenaamd "textiel-gevormd" aardewerk met Scythische decoraties. In het begin waren de gereedschappen van brons, daarna werden ze vervangen door ijzer, en de non-ferrometalen bleven in gebruik voor decoratieve doelen. Over het algemeen was er echter weinig metaal. Blijkbaar werd het zeer gewaardeerd, maar ook gereedschappen van bot en in de vroege stadia van de cultuur werden ook attributen van steen gebruikt. Pas tegen het einde van de periode werden de benen werktuigen volledig vervangen door metalen. Houten voorwerpen speelden ongetwijfeld een grote rol in het dagelijks leven, maar zijn meestal niet bewaard gebleven. In de nederzetting Djakovo werden echter een houten lepel en de bodem van een doos van berkenschors gevonden.
Kleigewichten met een onduidelijk doel zijn specifiek voor de cultuur. Ze hebben een conische vorm, met een intern kanaal, waarop vaak sporen van slijtage en zelfs schroefdraad zichtbaar zijn. De bases zijn altijd gekruld, versierd met ribben. Het oppervlak van de gewichten was versierd met puntpatronen, lijnen, inkepingen, hakenkruizen, tekeningen, enz. Er zijn veel hypothesen over hun doel: soms worden ze gezien als cultusobjecten (zoals houders van de zielen van de doden), maar de meest gebruikelijke interpretatie is dat het spintollen of gewichten voor verticale weefgetouwen waren.
Aan het begin van onze jaartelling vond een kwalitatieve sprong plaats in de Djakovocultuur. Deze hield mogelijk verband met de invloed van meer ontwikkelde naburige stammen, met name de Balten, en het feit dat de Djakovieten actiever betrokken raakten bij de internationale handel en (zoals uit het botmateriaal blijkt) op grote schaal pelsdieren begonnen te jagen. Vanaf de 3e eeuw werd onder Baltische invloed de voormalige grove textielkeramiek vervangen door meer fijngevormd zwart gepolijst aardewerk. Het assortiment producten van been nam sterk af en uiteindelijk verdwenen ze volledig. Ze werden vervangen door ijzer, bij de verwerking waarvan de smeden van Djakovo merkbaar succes boekten. De kunst van het sieraden maken ontwikkelde zich ook vanafde  3e eeuw. Bronzen ornamenten versierd met veelkleurig champlevé-email (kenmerkend voor Oost-Europa van die tijd) zijn wijdverspreid. Specifieke sieraden van de Djakovocultuur verschenen: boogvormige opgenaaide plaquettes, oorbellen met trapeziumvormige hangers, versierd met gepaarde kralen, opengewerkte gespen gelijkend op de latere Mordwiense sjoelgamas. In de Koentsevo-nederzetting in Moskou werd een speelgoed-ljatsjka (een lepel om metaal te gieten) gevonden. In het bijzonder werden Romeinse glaskralen gevonden, als import in ruil voor bont. In de Trojtsa-nederzetting werd een Romeinse fibula uit de 1e eeuw voor Christus gevonden met de inscriptie "avcissa" - de meest noordelijke van dergelijke vondsten. Artefacten uit het Middellandse Zeegebied bereikten de Djakovieten via de Scythen, en later de Sarmaten. Deze hadden een duidelijke invloed op de Djakovocultuur, in het bijzonder met hun dierenstijl. De beenderen pijlen van de Djakovo's zijn imitaties van Scythische bronzen pijlen in vorm.

## Spirituele cultuur
De doden werden gecremeerd en begraven in zogenaamde "dodenhuisjes". Omdat de begraafplaatsen zich meestal ver van de nederzettingen bevonden, waren ze lange tijd niet bekend. Vervolgens werden twee begraafplaatsen gevonden, die om welke reden ook zich in de nederzetting zelf bevonden: in Bereznjaki aan de Wolga, in de buurt van Rybinsk (oblast Jaroslavl) en nabij het Savvino-Storozjevski-klooster in de buurt van Zvenigorod (regio Moskou). In deze deels ondergrondse huisjes van ongeveer 5 x 4 m werden de crematieresten bewaard, samen met de overblijfselen van grafgiften en bronzen sieraden. Dergelijke dodenhuisjes  zijn ook te vinden in de regio Vologda en daar verschijnt dit ritueel samen met eerdere grondbegrafenissen. Er wordt aangenomen dat dergelijke door de eerste Slavische kolonisten in de wildernis gevonden "dodenhuisjes" dienden als basis voor de angstaanjagende "sprookjeshut op kippenpoten" van Baba Jaga.
In 2011 werd in de greppel van deGorodisjtsje-site in Kostroma een inhumatie zonder grafgiften van een vrouwn uit  het begin van de jaartelling gevonden. Deze was blijkbaar van rituele aard en is de eerste begrafenis in het gebied van de cultuur.
Er zijn slechts weinig en moeilijk te interpreteren bewijzen van het spirituele leven van de Djakovieten. Hieronder zijn zoömorfe miniatuurbeeldjes van klei, maar ook voorwerpen uit been met afbeeldingen van dieren die de invloed van de Scythische dierenstijl tonen. Vrouwelijke beeldjes van klei waren duidelijk voorwerpen van aanbidding. Onder de karakteristieke kenmerken van de kunst zijn symbolen in de vorm van twee driehoeken die door hun hoekpunten verbonden zijn, ornamenten en uiteinden van riemen met tamga-achtige tekens en gestileerde menselijke figuren - de zogenaamde 'dansende mannen', waaronder het beeld van een figuur met opgeheven armen wordt constant herhaald. A.N. Basjenkin merkte met name de afbeeldingen van beren en eenden op en vergeleek deze met etnografische gegevens, volgens welke beide dieren dienden als een speciaal object van aanbidding voor de Fin-Oegriërs: de beer als de "meester van het bos", de eend als de stamvader van alle dingen, die het Wereld-ei heeft gelegd. Bovendien geloofden de Finnen dat de vogel de ziel van de overledene meenam, waarmee dezelfde auteur de in de "huizen van de doden" gevonden hangers in de vorm van een vliegende vogel verbond.
Het was in de Djakovocultuur dat de invloed van de Baltische mythologie op de Erzja-mythologie kon plaatsvinden, in de vorm van de dondergod Purgine-paz (cf. Perkunas), Jondol-babe (cf. Dodola), enz.

## Verval en einde
Vanaf het midden van het 1e millennium na Christus nam de Djakovocultuur af. Er worden echter geen tekenen van een externe catastrofe (vijandelijke invasie, enz.) waargenomen. Tegen de 6e eeuw werd het hele grondgebied van de Djakovocultuur van de Midden-Oka in het zuiden tot de Boven-Wolga in het noorden bewoond door Baltisch-sprekende stammen. De Finse bevolking van de Djakovocultuur werd naar het oostelijke deel van de interfluviaal en voorbij de Boven-Wolga verdrongen, en het archeologisch bewijs van de cultuur verdwijnt in de 8e eeuw.
Volgens de traditionele opvatting werden in de 9e-10e eeuw de landen van de Djakovieten bewoond door de Slavische stammen van de Krivitsjen en Vjatitsjen. Tussen de verdwijning van de Djakovieten en het verschijnen van de Slaven is er echter een hiaat van 200-300 jaar. taalkundige gegevens duiden op Slavisch-Finse contacten in deze regio. Dit maakte het noodzakelijk om het voortbestaan van de cultuur hypothetisch te verlengen tot de 10e eeuw, wat suggereert dat de Slaven een resterende Finse bevolking hebben geassimileerd. Onlangs is echter een theorie ontstaan over een eerdere penetratie van de Slaven in de Wolga-regio (vanaf het einde van de 4e-5e eeuw, vermoedelijk onder invloed van de Hunnische invasie). V. V. Sedov noemde dit "de eerste golf van Slavische migratie".  Een bewijs daarvan zijn de temporale ringen, gelijkend op de latere ringen van de Krivitsjen, die met name in de late Djakovo-lagen werden aangetroffen. Moderne auteurs beschrijven de Merjaanse cultuur van de 6e-9e eeuw in het Wolga-Kljazma-interfluviaal als gemengd Fins-Slavisch.
Vervolgens noteert de Nestorkroniek, waarin de situatie aan het einde van het eerste millennium wordt beschreven, de Merja in de regio Rostov, de Ves bij Beloozero, en de Moeroma bij Moerom.